# Alleman (Iowa)
Alleman ist eine City im Polk County im US-Bundesstaat Iowa. Das U.S. Census Bureau hat bei der Volkszählung 2020 eine Einwohnerzahl von 423 ermittelt.

## Geographie
Allemans gehört zur Des Moines–West Des Moines Metropolitan Statistical Area, die geographische Koordinaten sind 41° 49′ N, 93° 37′ W (41,818968, −93,611051). Der U.S. Highway 69 verläuft in Nord-Süd-Richtung durch den Osten des Stadtgebietes, die geschlossene Bebauung liegt jedoch rund einen Kilometer weiter westlich an der NE 142nd Avenue.
Nach den Angaben des United States Census Bureaus hat die City eine Gesamtfläche von 7 km², ohne nennenswerten Gewässerflächen. Der Fourmile Creek schlängelt sich außerhalb des Siedlungsgebietes durch den Westteil des Stadtgebietes.

## Geschichte
Alleman erhielt seinen Namen nach einem der frühen Siedler, John L. Alleman. Der Ort wurde erst am 18. Mai 1973 inkorporiert und ist die jüngste City im Polk County.

### Demographie

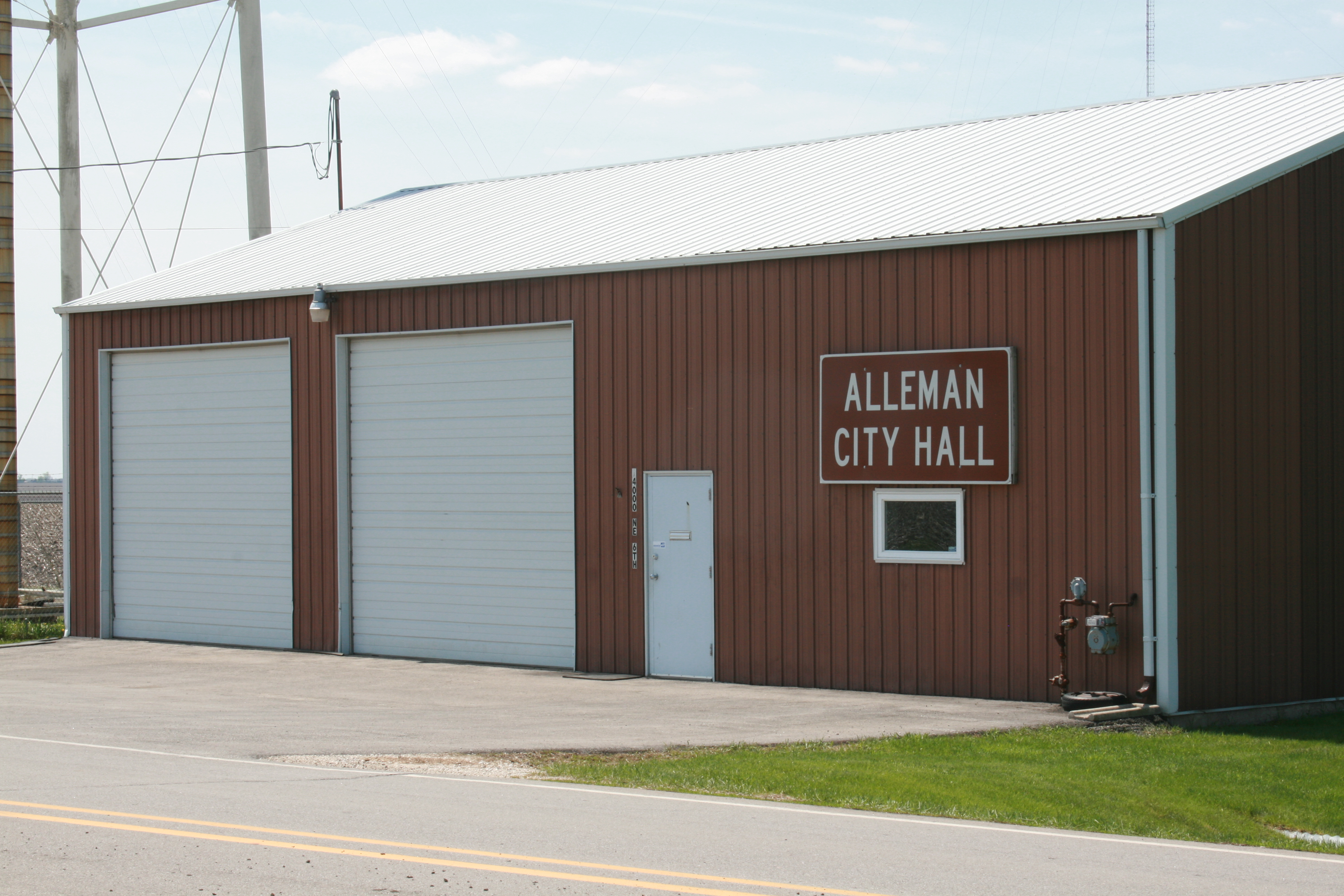
City Hall von Alleman

Zum Zeitpunkt des United States Census 2000 bewohnten Alleman 439 Personen. Die Bevölkerungsdichte betrug 68,3 Personen pro km². Es gab 142 Wohneinheiten, durchschnittlich 22,1 pro km². Die Bevölkerung Allemans bestand zu 99,32 % aus Weißen, 0 % Schwarzen oder African American, 0 % Native American, 0,23 % Asian, 0 % Pacific Islander, 0 % gaben an, anderen Rassen anzugehören und 0,46 % nannten zwei oder mehr Rassen. 0,46 % der Bevölkerung erklärten, Hispanos oder Latinos jeglicher Rasse zu sein.
Die Bewohner Allemans verteilten sich auf 140 Haushalte, von denen in 47,9 % Kinder unter 18 Jahren lebten. 86,4 % der Haushalte stellten Verheiratete, 5,7 % hatten einen weiblichen Haushaltsvorstand ohne Ehemann und 5,7 % bildeten keine Familien. 4,3 % der Haushalte bestanden aus Einzelpersonen und in 2,1 % aller Haushalte lebte jemand im Alter von 65 Jahren oder mehr alleine. Die durchschnittliche Haushaltsgröße betrug 3,14 und die durchschnittliche Familiengröße 3,23 Personen.
Die Bevölkerung verteilte sich auf 31,7 % Minderjährige, 4,8 % 18–24-Jährige, 31,4 % 25–44-Jährige, 25,1 % 45–64-Jährige und 7,1 % im Alter von 65 Jahren oder mehr. Der Median des Alters betrug 37 Jahre. Auf jeweils 100 Frauen entfielen 100,5 Männer. Bei den über 18-Jährigen entfielen auf 100 Frauen 94,8 Männer.
Das mittlere Haushaltseinkommen in Alleman betrug 66.458 US-Dollar und das mittlere Familieneinkommen erreichte die Höhe von 66.154 US-Dollar. Das Durchschnittseinkommen der Männer betrug 45.000 US-Dollar, gegenüber 31.719 US-Dollar bei den Frauen. Das Pro-Kopf-Einkommen belief sich auf 20.970 US-Dollar. 1,6 % der Bevölkerung und 1,5 % der Familien hatten ein Einkommen unterhalb der Armutsgrenze, davon waren 2,3 % der Minderjährigen und 0 % der Altersgruppe 65 Jahre und mehr betroffen.
Zum Zeitpunkt des United States Census 2010 hatte der Ort 432 Einwohner.

## Bauwerke

### Sendemasten

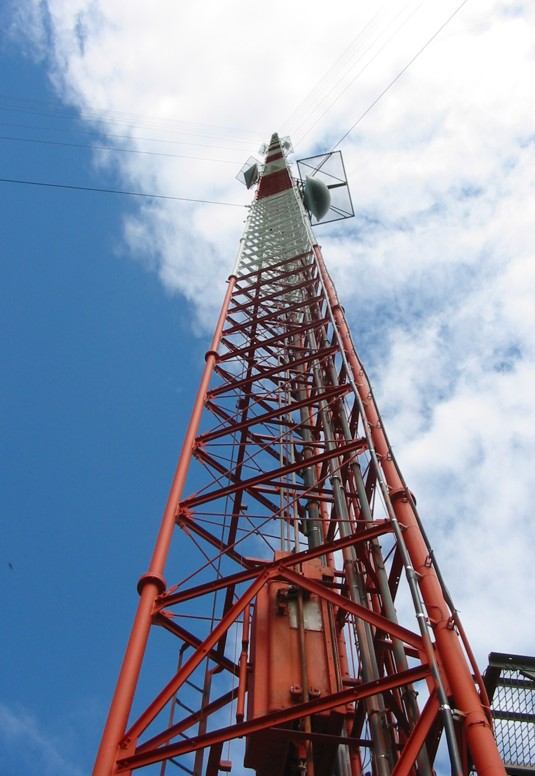
Local TV Iowa Tower Alleman

Weil Alleman auf halber Strecke zwischen Des Moines und Ames liegt, senden viele Hörfunk- und Fernsehstationen ihr Programm über Sendetürme, die sich auf dem Gebiet der Gemeinde befinden. Drei Sendemasten gehören zu den höchsten Bauwerken der Welt und haben Höhen von über 600 m. Der untere Luftraum der Stadt ist von zahlreichen Abspannseilen durchschnitten, was die Navigation für Kleinflugzeuge in diesem Gebiet gefährdet. Zu den Antennenanlagen gehören:
- Local TV Iowa Tower Alleman, 609,6 m, erbaut 1972
- Des Moines Hearst-Argyle Television Tower Alleman, 609,6 m, erbaut 1974
- Saga Communications Tower Alleman, 469,1 m, erbaut 1982
- American Towers Tower Alleman, 609,3 m, erbaut 2001

### Meteorologie
Aufgrund seiner zentralen Lage und für diese Gegend Iowas relativ große Höhe über dem Meeresspiegel befinden sich in Alleman zwei Doppler-Radaranlagen. Die Anlagen gehören den Fernsehsendern WHO-TV 13 und KCCI-TV 8. Bei einem Unwetter im Juli 2011 wurde die Radarkuppel der einen Anlage vom Bauwerk gerissen.

## Bildung

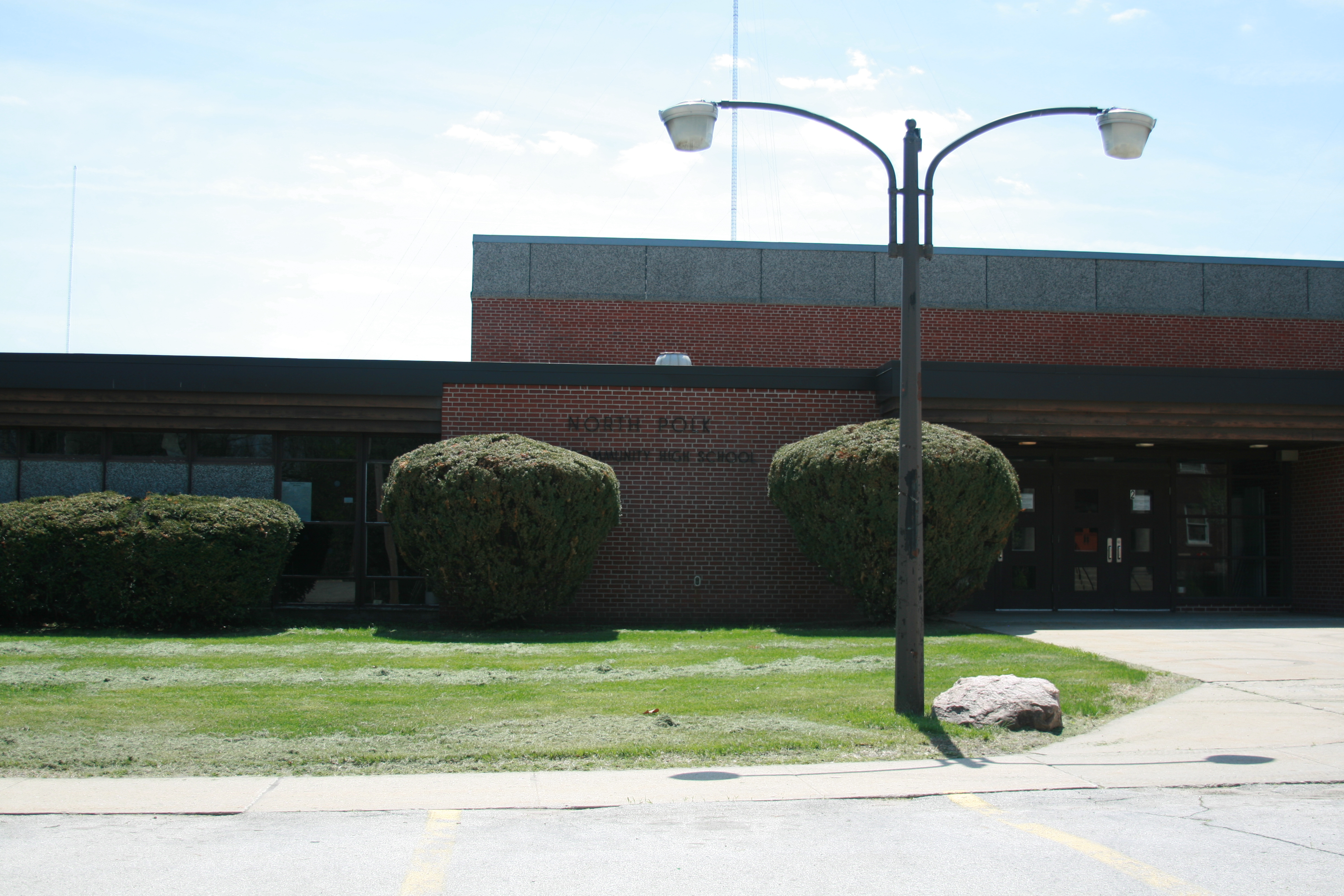
North Polk Community High School

In Alleman gibt es zwei Schulen, die North Polk Jr./Sr. High School und die North Polk Central Elementary School. Die Verwaltung des North Polk Community School District befindet sich ebenfalls in Alleman. Ein Neubau der Highschool sollte 2013 das bestehende Gebäude ersetzen.